# Tashi Wangchuk
Tashi Wangchuk (en tibetà: བཀྲ་ཤིས་དབང་ཕྱུག, Wylie: bkra shis dbang phyug) (Kyegudo, prefectura autònoma tibetana de Yushu, 1985) és un director de cinema i activista tibetà que defensa l'ensenyament de la llengua tibetana.
Al 2018 va ser jutjat i condemnat a la Xina a cinc anys de presó per haver dirigit un documental en tibetà de nou minuts sobre la seva campanya per ensenyar la llengua tibetana a les escoles, difós a la fi de 2015 pel New York Times. «El documental destaca el fet que Tashi Wangchuk simplement intentava expressar la seva opinió sobre la política educativa a través de mitjans perfectament legítims. Al contrari, aquest enfocament il·lustra l'extrema discriminació i les restriccions a la llibertat d'expressió que avui els tibetans s'enfronten a la Xina», va manifestar Joshua Rosenzweig.

## Biografia
Tashi Wangchuk és un cineasta tibetà que treballa per a Voice of America, Tibetan Service com a productor de televisió i presentador. Tashi, El 2005, en col·laboració amb el seu cosí i amic, el cineasta Tsultrim Dorjee, va fundar la productora Seykhar Films (antigament Tibet Motion Pictures & Arts) a Dehradun, Índia. Actualment, Seykhar Films està ubicada a la zona de la badia de San Francisco, Estats Units d'Amèrica.
Tashi va estudiar cinematografia (MFA) amb una beca del Programa Fulbright a la Universitat de Buffalo. També té màsters d'economia a Dehradun, Índia. Anteriorment, Tashi Wangchuk va servir al prestigiós Institut Tibetà d'Arts Escèniques (Tibetan Institute of Performing Arts, TIPA) com a cap de relacions públiques i professor des de 2000 fins a 2002. Va ser principalment en aquest període que es va inspirar en les arts i el cinema.

## Pel·lícules
Tashi i Tsultrim van produir i dirigir dos llargmetratges tibetans: Richard Gere is My Hero (2007) i Phun Anu Thanu (2006), tots dos molt populars entre l'audiència tibetana del món. També van realitzar tres pel·lícules documentals: Miss Tibet in Exile (2006), Democracy in Exile (2007) i Scent of Juniper (2014), que és l'única direcció i producció de Tashi. La pel·lícula també va rebre els Rising Star Awards al Canada International Film Festival del 2014.
La seva pel·lícula, Democracy in Exile, va ser encarregada pel Canal de la Televisió Pública de l'Índia, Doordarshan. Ha estat transmesa al DD1, el principal canal de televisió de l'Índia, diverses vegades.
Anteriorment, Tashi també va fer un curtmetratge titulat: The Gentleman of San Francisco (2011) que és estimat i apreciat per molts espectadors. La majoria de les seves pel·lícules ja estan disponibles en internet.
El 2007, Tashi Wangchuk i Tsultrim Dorjee són premiats per Gyari Dolma, el llavors subdirector del Parlament tibetà a l'exili pel seu paper en la promoció del cinema i la consciència sobre temes tibetans a tot el món.

## Teatre i arts
Tashi també és un apassionat del teatre. Durant la seva estada a l'Institut tibetà d'arts escèniques (TIPA), va escriure, va actuar i va dirigir diverses obres teatrals i juvenils per a l'ala juvenil de l'institut (RTYC). Entre les nombroses obres teatrals, Gurukool College Canteen i The Bollywood Shooting són dues de les obres més notables que havia dirigit. The Bollywood Shooting es va projectar durant el 2002 Kalachakra a Bodhgaya, Índia. Tashi també va escriure i dirigir peces per al Congrés Regional de la Joventut Tibetana, el Dekyling i el Rajpur Chapter.

## La seva detenció i condemna
Tashi va realitzar un petit documental de nou minuts titulat A Tibetan's Journey to Justice, que va ser difós a la fi de 2015 pel The New York Times, on explica la seva història. Al documental explica com ell va intentar, per tots els mitjans legals, alertar l'opinió pública davant el declivi de la seva cultura i de la seva llengua davant el mandarí, llengua oficial de la Xina, i que Beijing l'imposa cada vegada més en àrees tibetanes on, teòricament, l'educació a les escoles se suposa que és bilingüe. Tashi Wangchuk va decidir arriscar-se parlant amb la cara descoberta davant de la càmera.
El gener de 2016 va ser detingut per la policia xinesa. El març de 2016, les autoritats xineses van dir en un document de política que estaven investigant a Tashi per incitació al separatisme. Després de rebre el material de la policia, la fiscalia va lliurar el cas a la cort per demanar una acusació formal i un judici contra Tashi. Des de la detenció, el seu cas va cridar l'atenció de nombrosos grups i agències de drets internacionals com Human Rights Watch, Amnistia Internacional, PEN Amèrica i la Campanya Internacional per al Tibet. Aquests grups van demanar repetidament a la Xina que abandonés els càrrecs i l'alliberés. Al desembre de 2016, l'ambaixador dels Estats Units a la Xina en aquell moment, Max Baucus, va publicar una llarga declaració sobre presos polítics, i va dir que «Tashi estava a la presó per la seva defensa pacífica de l'educació en llengua tibetana». Així mateix, «Tashi Wangchuk té per la seva pròpia voluntat advocada per un dret constitucionalment garantit, el de l'educació bilingüe per als tibetans i les minories ètniques», va dir Lobsang Sangay, president de l'Administració Central del Tibet.
Al 2018 Tashi Wangchuk va ser jutjat a la prefectura autònoma tibetana de Yushu, a l'antiga província tibetana de l'Amdo, per «incitació al separatisme» en un judici que va durar només quatre hores i mitja. Un dels seus dos advocats, que el va defensar des de mitjans de 2016, va expressar a Líber Xiaojun que «Tashi va dir que era innocent i no tenia una motivació separatista».
Tashi va ser condemnat el 22 de maig de 2018 a cinc anys de presó per «incitació al separatisme». Segons Amnistia Internacional, la condemna «fa visible els atacs incessants de les autoritats xineses contra els tibetans que defensen els seus drets culturals de manera pacífica». El 28 de gener de 2021 va tornar sa i estalvi a casa, segons va afirmar el seu advocat Liang Xiaojun.